# Vísir.is
vísir.is — исландское интернет-издание. Основано в 1998 году компанией Frjáls fjölmiðlun ehf. и публиковало новости из газет Dagblaðið Vísir, Viðskiptablaðið и Dagur. 1 декабря 2017 года оно было куплено компанией Fjarskipti hf. вместе с Stöð 2 и Bylgjan у 365 miðlar.
По данным Gallup, по состоянию на июль 2022 года vísir.is был вторым по популярности сайтом в Исландии.